# QSZ-92
QSZ-92 (кит.: 92式手枪, Type 92) — напівавтоматичний китайський пістолет, розроблений фірмою Norinco.

## Історія
Розробка нової зброї почалась у 1994 і нині це стандартна зброя китайської армії калібру 5,8 мм (фактично бельгійський 5,7×28 мм). На експорт поставляється версія більш розповсюдженого у світі калібру 9×19 мм Parabellum під позначенням Norinco NP42 і CF-98-9. Пістолет Norinco NP42 відрізняється рамкою з рейкою Picatinny і передньої рискою на затворі.

## Варіанти
- QSZ-92: основний варіант калібру 5,8×21 мм DAP92 або 9×19мм Parabellum.
- CF98: експортний варіант на набої 9×19мм Parabellum
- NP42: експортний варіант під 9×19мм Parabellum
- CF07: компактний варіант під 9 мм з антикорозійним покриттям
- CS/LP5: компактний варіант під 9мм

## Країни-експлуатанти
- Бангладеш: стандартна зброя армії. Виготовляється за ліцензєю на Bangladesh Ordnance Factories.
- Китайська Народна Республіка